# 小行星1156
小行星1156（1156 Kira）是一颗围绕太阳公转的小行星。1928年2月22日，卡爾·威廉·萊茵姆特在海德堡发现了此天体。
这颗小行星的绝对星等为354.3751404117974等。